# Périgny, Allier
Périgny là một xã ở tỉnh Allier thuộc miền trung nước Pháp.